# 南緯60度線
南緯60度線（なんい60どせん）は、 地球の赤道面より南に地理緯度にして60度の角度を成す緯線である。
この緯線は陸上を通過せず、全て海上を通過する。最も近い陸地はサウス・オークニー諸島のコロネーション島の北にある岩（Melson RocksまたはGovernor Islands）で、この緯線の54km南にある。次に近いのはサウスサンドウィッチ諸島のクック島で、この緯線の57km北にある。
南緯60度線は南極海の北の境界になっている。南極条約では南緯60度線以南を「南極地域」とし、軍事的利用の禁止や領有権の主張の凍結などを定めている。また、南太平洋非核地帯条約・ラテンアメリカ及びカリブ核兵器禁止条約は南緯60度線以北を対象としている。
この緯度の下では、夏至点時の可照時間は18時間53分、冬至点時は5時間52分である。

## 通過する地域一覧
| 地理座標                                              | 国土・領土・領海       | 備考                                                                                  |
| ----------------------------------------------------- | ---------------------- | ------------------------------------------------------------------------------------- |
| 南緯60度0分 東経0度0分 / 南緯60.000度 東経0.000度     | 大西洋と南極海の境界   |                                                                                       |
| 南緯60度0分 東経20度0分 / 南緯60.000度 東経20.000度   | インド洋と南極海の境界 |                                                                                       |
| 南緯60度0分 東経147度0分 / 南緯60.000度 東経147.000度 | 太平洋と南極海の境界   |                                                                                       |
| 南緯60度0分 西経67度16分 / 南緯60.000度 西経67.267度  | 大西洋と南極海の境界   | 南アメリカ大陸と南極大陸の間のドレーク海峡を通過する。 スコシア海の南端の近くを通る。 |